# Eremobryobia
Eremobryobia är ett släkte av spindeldjur. Eremobryobia ingår i familjen Tetranychidae.
Kladogram enligt Catalogue of Life:
| Eremobryobia | \| \| Eremobryobia calligoni \| \| \| \| \| \| Eremobryobia haloxyli \| \| \| \| |
|              | \| \| Eremobryobia calligoni \| \| \| \| \| \| Eremobryobia haloxyli \| \| \| \| |
|              | Eremobryobia calligoni                                                           |
|              |                                                                                  |
|              | Eremobryobia haloxyli                                                            |
|              |                                                                                  |